# トリニダ (ボリビア)
トリニダ（スペイン語：Trinidad）は南米ボリビアの北東部にある都市。ベニ県の行政府所在地である。アマゾン川の支流マデイラ川の源流マモレ川の岸にある。ボリビア東部の平原地帯にあり、人口約8万人。
正式な名称はLa Santísima Trinidad（最も神聖な三位一体、の意）で、1686年にシプリアーノ神父 (Cipriano Barace)により建設された。建設当時は現在の市の中心部より14kmほど離れた場所にあったが、1769年の大洪水の後、現在の場所に移転された。2007年・2008年においても洪水による被害を受けた。

## 気候
高温多湿な気候で、年平均気温は26度、年間降水量も約1,900mmほどあり、熱帯性の植物が多数生えている。パパイアなどの果物も豊富にとれる。夏（10月頃〜3月頃）は雨期で、しばしば叩き付けるような驟雨が降る。冬（5月頃〜8月頃）も気温が20度を下回ることはめずらしい。

## 交通

### 市内交通
- 市内の交通はバイクによることが多い。トリニダではタクシーといえばバイクのタクシーが一般的である。野犬が多いので、若干の追加料金を払うと、犬を追い払うための棒を貸してもらえる。

### 空港
- テニエンテ・ホルヘ・ヘンリッチ・アラウス空港：町の北西にトリニダ空港（正式名称「テニエンテ・ホルヘ・ヘンリッチ・アラウス空港」）がある。

## 観光
マモレ川のジャングル・クルーズが行われており、ワニや河イルカなどの観察が行われている。

## 社会
1910年頃から、日本人移住者が暮らしている。当時、アマゾン川上流地域は天然ゴムの生産で好景気にあった。トリニダにやってきた日本人もこのゴム産業や関連産業に従事するためにペルーなどから渡ってきたものと思われる。
現在も日系人が多く暮らしており、トリニダ日系人会が組織されているが、日本語を話し日本の風習で生活をしている人はごく少ない。日系人会も実質的な活動はあまりない。